# Gorczańska kolejka leśna
Gorczańska kolejka leśna – konna, wąskotorowa kolejka leśna w Gorcach o długości 8 km, poprowadzona z Rzek (Lubomierz) na Bukówkę (Szczawa). Budowę rozpoczęto w 1953 r., funkcjonowała w latach 1957–1963.

## Historia
Decyzję o budowie kolejki w (istniejącym wówczas) Nadleśnictwie Kamienica podjęto ze względu na pogarszający się stan drzewostanu i wielki trud transportu drewna do tartaków (zły stan dróg). Największym odbiorcą drewna bukowego był tartak na Bukówce (Szczawa) wybudowany w 1926 r., będący końcowym przystankiem. Drewno iglaste, którego udział był największy tylko przejściowo, składowano w tym miejscu. Stąd później przewożono ciągnikami samochodowymi m.in. do Kamienicy, Starego Sącza czy Marcinkowic. Całość prac związanych z budową wykonano siłami Nadleśnictwa Kamienica. Trasę kolejki poprowadzono wzdłuż koryta rzeki Kamienicy. Wymagało to wybudowania aż osiem drewnianych mostów oraz licznych umocnień brzegowych i nasypów.
Kolejka gorczańska była kolejką wąskotorową (rozstaw torów 60 cm). Ruch wagoników odbywał się przez pierwsze lata bez udziału lokomotywy, tylko dzięki spadkowi terenu (152 m różnicy wysokości między Rzekami a Bukówką). Czas jazdy do składnicy w Szczawie nie przekraczał 15 minut. Średnia prędkość jaką osiągały wagoniki wynosiła nieco ponad 30 km/h. Pojedynczy zestaw do transportu drewna składał się z dwu niezależnych, dwuosiowych wózków (łącznie były cztery zestawy). Teoretycznie powinny były przewozić naraz ok. 10–12 m³ drewna (w rzeczywistości ładowano znacznie więcej). Po każdym zjeździe, w drodze powrotnej puste wózki były wyciągane zaprzęgami konnymi aż do górnej stacji w Rzekach. Dopiero na dwa lata przed likwidacją kolejki zakupiono lokomotywę spalinową, zastępując nią zwierzęta. Po zaniechaniu transportu kolejowego szyny zostały zdemontowane. Do dzisiaj pozostały dobrze jeszcze widoczne fragmenty nasypów: na polanie Wiatrówki oraz tuż przy szosie 968, niedaleko przystanku Szczawa-Gryblówka.